# 眞田芳憲
眞田 芳憲（さなだ よしあき、1937年3月15日 - 2017年11月23日）は、日本の法学者（ローマ法・イスラム法・比較法文化論）。中央大学名誉教授。法学博士。新潟県出身。「真田芳憲」とも表記される。

## 略歴
新潟県生まれ。1959年中央大学法学部卒。同大学で矢田一男に師事してローマ法を専攻し、のちイスラーム法をも対象とした。1961年中央大学大学院法学研究科修士課程修了、1964年まで同大学院博士課程に在籍後、1964年中央大学法学部助手。恩師の矢田一男急逝を受けて、後任として1967年同法学部講師（西洋法制史ほか担当）。翌年助教授。1974年同法学部教授。その後、法学部通信教育部長、同大学評議員、法学部長、日本比較法研究所所長などを歴任。（財）世界宗教者平和会議平和研究所長。1998年法文化学会初代理事長。
2015年11月瑞宝中綬章受章。
門下に森光中央大学教授、奥田敦元慶應義塾大学教授。

## 著書・訳書
- 『イスラーム法の精神』（中央大学出版部、1985年初版、2000年改訂増補版）
- 『イスラーム 法と国家とムスリムの責任』（中央大学出版部、1992年）
- 『法学入門』（中央大学出版部、1996年）
- 『イスラーム身分関係法』（松村明と共編、中央大学出版部、2000年）
- 『ローマ法の原理』（森光と共訳、中央大学出版部、2003年）
- 『日本人のためのイスラーム入門』（佼成出版社、2005年）
- 『生と死の法文化』（国際書院、2010年）
- 『大逆事件と禅僧内山愚童の抵抗』（佼成出版社、2018年）
- 『法令用語ア・ラ・カルト』（矢沢久純補訂、中央経済社、2023年）

など